# Torymus putoniellae
Torymus putoniellae är en stekelart som beskrevs av Graham och Gijswijt 1998. Torymus putoniellae ingår i släktet Torymus och familjen gallglanssteklar. Inga underarter finns listade i Catalogue of Life.